# Thamnosophis stumpffi
Thamnosophis stumpffi är en ormart som beskrevs av Boettger 1881. Thamnosophis stumpffi ingår i släktet Thamnosophis och familjen snokar. Inga underarter finns listade.
Denna orm förekommer i norra Madagaskar på ön Nossi-Bé och i angränsande delar av huvudön. Individerna vistas enligt ett fåtal källor i skogar i låglandet. Honor lägger ägg.
Beståndet hotas av skogarnas omvandling till jordbruks- och betesmarker samt av skogsbruk. Utbredningsområdet är uppskattningsvis 14500 km² stort. IUCN listar arten som sårbar (VU).